# Nazario Norberto Sánchez
Nazario Norberto Sánchez (Ciudad de México, 12 de junio de 1956) es un político mexicano. Es licenciado en derecho y posee un diplomado en Políticas Públicas y Gobierno. Es expresidente de la asociación civil Unión de Colonos Lázaro Cárdenas en Defensa de tus Derechos y tu Economía dedicada a gestionar beneficios de programas sociales y diversos apoyos a personas vulnerables. Exmilitante del Partido Revolucionario Institucional.
Fue asesor del Jefe Delegacional de la delegación  Gustavo A. Madero  en 2003; Secretario de Acuerdos en el Tribunal Superior de Justicia del Distrito Federal; Agente del Ministerio Público de la Procuraduría General de Justicia del D.F. y Juez Calificador en la delegación Gustavo A. Madero. Ha sido Consejero Estatal y Nacional del  PRD. Fue diputado federal suplente por el PRD en la LIX Legislatura del Congreso de la Unión de México, diputado en la IV Legislatura de la Asamblea Legislativa del Distrito Federal y diputado federal en la LXI Legislatura del Congreso de la Unión de México. 
Fue candidato independiente a la Asamblea Constituyente de la Ciudad de México.